# ميكي سينغ
ميكي سينغ (بالإنجليزية: Mickey Singh)‏ هو عارض وكاتب أغاني هندي، ولد في 21 ديسمبر 1990 في هوشياربور ‏ في الهند.